# Várkesző
Várkesző là một thị trấn thuộc hạt Veszprém, Hungary. Thị trấn này có diện tích 6,41 km², dân số năm 2010 là 192 người, mật độ 30 người/km².